# 吳徵眉
吴徵眉（英語：Jang-Mei Wu, 1949年—）是一位美国华人数学家。

## 生平
1970年获得國立臺灣大學数学系学士学位，1974年获得伊利诺伊大学厄巴纳-香槟分校博士学位。

## 荣誉
被选为美国数学学会会士。